# Albertshofen
Albertshofen est une commune de Bavière (Allemagne), située dans l'arrondissement de Kitzingen, dans le district de Basse-Franconie.

## Géographie
La commune d'Albertshofen est située au bord du Main, en face de la commune de Mainstockheim avec laquelle est reliée par un bac.

## Histoire
La commune a été mentionnée pour la première fois dans un document officiel en 1317.